# Gustavo Fernández
Gustavo Daniel Fernández Figuerón (Montevideo, 1952. február 16. –) válogatott uruguayi labdarúgó, kapus.

## Pályafutása

### Klubcsapatban
1973 és 1975 között a Rentistas labdarúgója volt. 1975 és 1980 között a spanyol Sevilla, 1980–81-ben a Real Murica csapatában szerepelt. 1982 és 1984 között a Peñarol játékosa volt, ahol 1982-ban a bajnok- és Copa Libertadores-győztes csapatnak a tagja volt.

### A válogatottban
1974-ben hat alkalommal szerepelt az uruguayi válogatottban. Részt vett az 1974-es NSZK-beli világbajnokságon. Tagja volt az 1983-as Copa América-győztes csapatnak.

## Sikerei, díjai
Uruguay
- Copa América
  - győztes: 1983

 Peñarol
- Uruguayi bajnokság
  - bajnok: 1982
- Copa Libertadores
  - győztes: 1982
- Interkontinentális kupa
  - győztes: 1982